# Barnstokkr

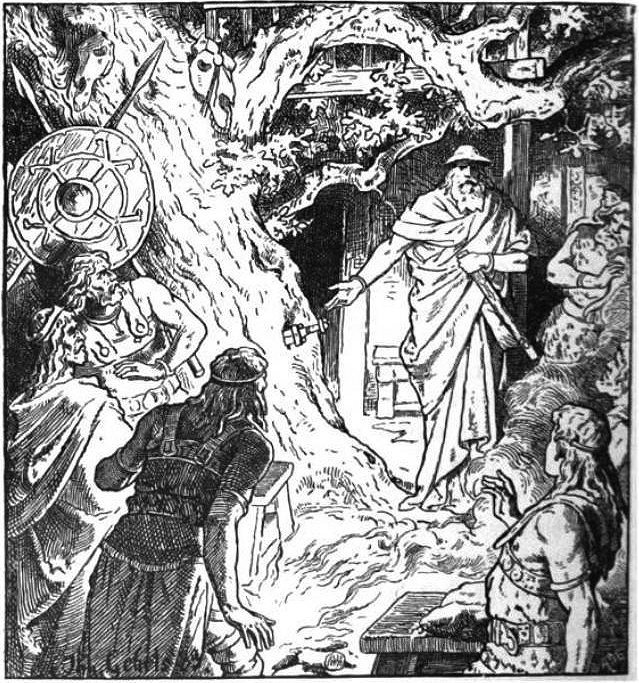
"La spada di Sigmund" (1889) di Johannes Gehrts.

Nella mitologia norrena, Barnstokkr (in lingua norrena, letteralmente "tronco-bambino") è un albero che si trova al centro della sala delle feste del re Völsung. Barnstokkr è attestato nei capitoli 2 e 3 della saga dei Völsungar, scritto nel XIII secolo a partire da una tradizione precedente, in parte basata su eventi del V e VI secolo, secondo cui, durante un banchetto, appare uno sconosciuto con un occhio solo, il quale conficcò una spada nell'albero che solo Sigmund fu in grado di estrarre. Sono state avanzate teorie accademiche sulle implicazioni di Barnstokkr e la sua relazione con altri alberi nel paganesimo germanico.

## Saga di Völsung

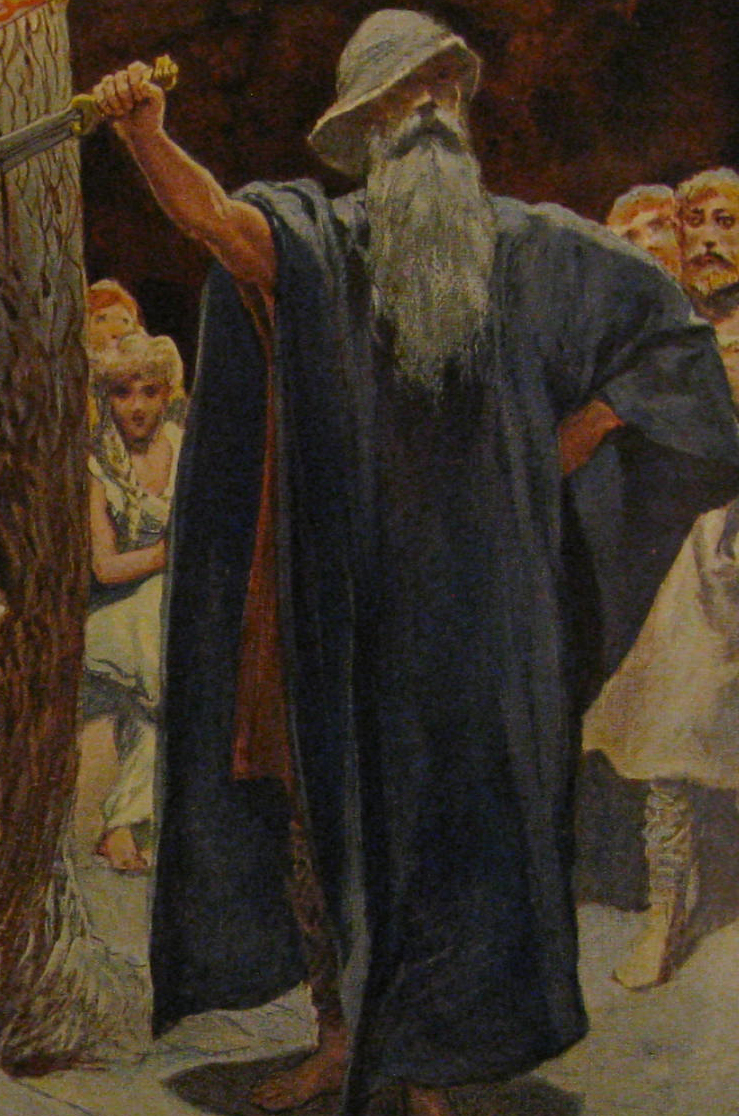
"Odin nella sala dei Völsungar" (1905) di Emil Doepler.

Barnstokkr è presentato nel capitolo 2 della saga di Völsung, dove viene descritto come il re Völsung abbia "fatto costruire un palazzo eccellente in questo modo: un enorme albero stava con il suo tronco nella sala e i suoi rami, con fiori chiari, si estendevano attraverso il tetto. Hanno chiamato l'albero Barnstokk[r]".
Nel capitolo 3, il re Völsung tiene una festa di matrimonio per sua figlia Signe e il re Siggeir. Nella sala, grandi fuochi sono accesi in lunghi focolari che corrono per tutta la lunghezza del locale, mentre al centro della sala si trova il grande albero Barnstokkr. Quella sera, mentre quelli che partecipano alla festa sono seduti vicino ai focolari accesi, vengono visitati da un uomo altissimo con un occhio che non riconoscono. Lo sconosciuto indossa un mantello con cappuccio, chiazzato, calzoni di lino legati attorno alle gambe ed è scalzo. Spada in mano, l'uomo cammina verso Barnstokkr e il suo cappuccio pende basso sopra la sua testa, ingrigita dall'età. L'uomo brandisce la spada e la getta nel tronco dell'albero, e la lama affonda fino all'elsa.
Lo straniero alto dice che chi estrarrà la spada dal tronco la riceverà in dono, e chi sarà in grado di liberare la spada non dovrà mai portare una spada migliore di quella. Il vecchio lascia il corridoio e nessuno sa chi fosse o dove sia andato. Ognuno si alza, cercando di liberare la spada dal tronco di Barnstokkr. I più nobili tentano di liberare la spada per primi, seguiti da quelli di minor lignaggio. Sigmund, figlio del re Völsung, prende il suo turno e, come se la spada si fosse staccata per lui, la estrae dal tronco. La saga continua di qui.

## Teorie

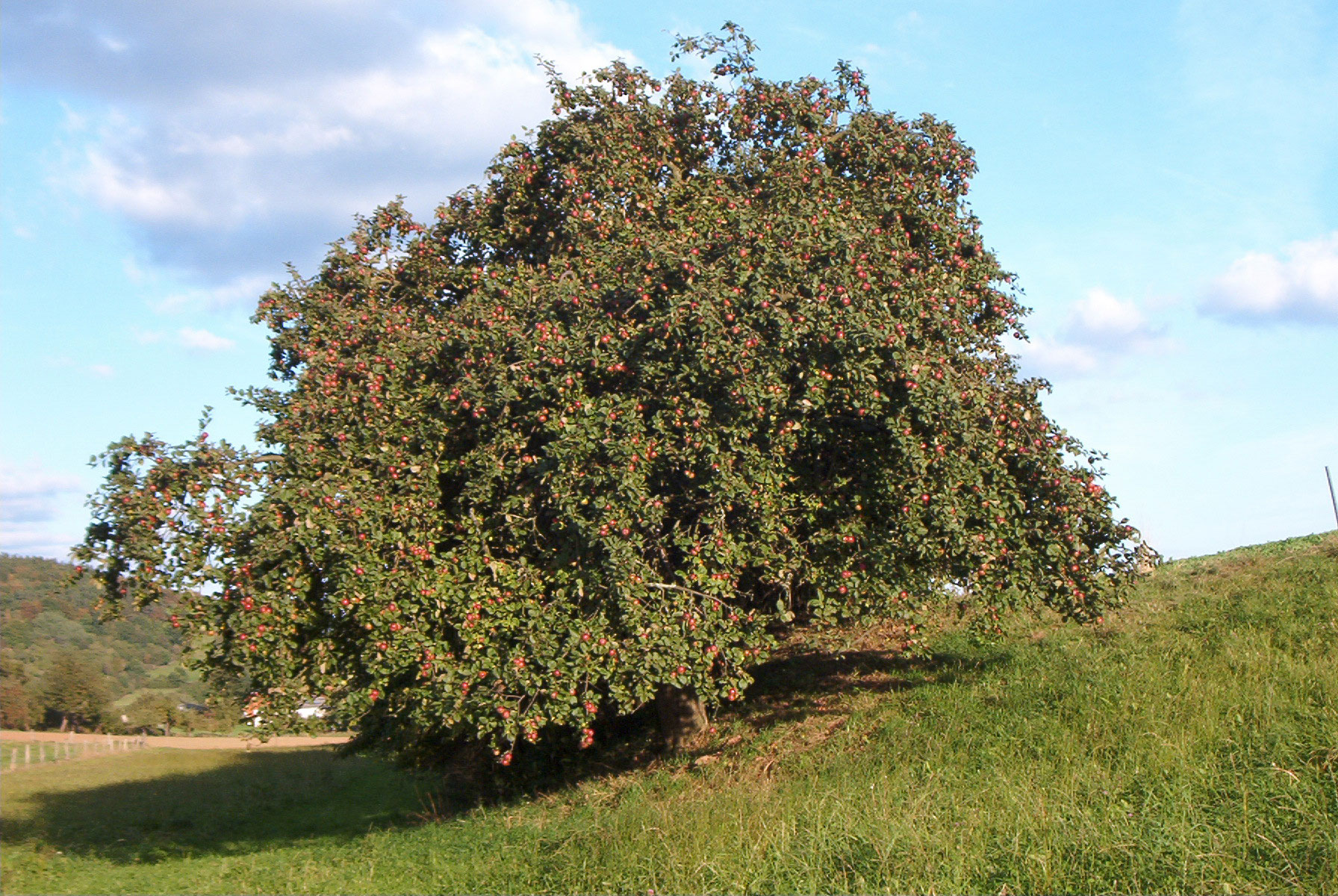
Un melo in Germania.

Hilda Ellis Davidson traccia legami tra la spada collocata in Barnstokkr e i giuramenti matrimoniali eseguiti con una spada nelle società germaniche pre-cristiane, rilevando una potenziale connessione tra il trasporto della spada da parte di un giovane davanti alla sposa a un matrimonio come simbolo fallico, indicando un'associazione con la fertilità. Davidson cita registri di cerimonie nuziali e giochi nei distretti rurali in Svezia che coinvolgono alberi o "tronchi" fino al XVII secolo e cita un'usanza in Norvegia "sopravvissuta in tempi recenti" secondo la quale "lo sposo affonda la sua spada nella trave del tetto, per mettere alla prova la "fortuna" del matrimonio con la profondità della cicatrice che ha creato".
Davidson sottolinea una potenziale connessione tra il descrittore apaldr ("melo" in norreno antico) e la nascita del re Völsung, che è descritta in precedenza nella saga di Völsung come avvenuta dopo che il padre di Völsung, Rerir, siede su un tumulo e prega per un figlio, dopodiché la dea Frigg  invia una mela a Rerir. Rerir condivide la mela con sua moglie, determinando l'attesa gravidanza di sua moglie. Davidson afferma che questo tumulo è presumibilmente il tumulo di sepoltura della famiglia e propone un collegamento tra l'albero, il frutto, il tumulo e la nascita di un figlio.
Davidson afferma che la rabbia di Siggeir per la sua incapacità di ottenere la spada che Odino ha affondato in Barnstokkr a prima vista sembra eccessiva, e afferma che potrebbe esserci una ragione di fondo per il desiderio appassionato di Siggeir per la spada. Davidson osserva che il dono della spada è stato fatto in occasione di una festa nuziale e afferma che Barnstokkr probabilmente rappresenta "l'albero custode", "come quelli che erano soliti stare accanto a molte case in Svezia e Danimarca, e che era associato alla "fortuna" della famiglia "e che l'albero custode "aveva anche un legame con la nascita dei bambini. Davidson cita Jan de Vries nel fatto che il nome barnstokkr "usato in questa storia era il nome dato al tronco di un tale albero perché era invocato e persino afferrato dalle donne della famiglia al momento del parto".
Fornendo esempi di strutture storiche costruite intorno agli alberi, o con "alberi custodi" intorno o dentro aree germaniche, Davidson afferma che la "fortuna" di una famiglia deve dipendere in gran parte dal successo del portamento e dell'allevamento dei figli, e c'è una convinzione generale che quando un albero custode viene distrutto, la famiglia si estinguerà". In relazione a ciò, Davidson teorizza che alla festa nuziale avrebbe dovuto essere Siggeir, lo sposo, a estrarre la spada dall'albero", e che il suo possesso simboleggiava la "fortuna" che gli sarebbe venuta con la sua sposa, e la continuazione riuscita della propria stirpe nei figli che sarebbero nati dal matrimonio". Dopo essergli stata rifiutata la spada, Davidson teorizza che questo potrebbe essere stato inteso come un insulto mortale e che questo conferisce un'aria tragica alla scena nella sala.

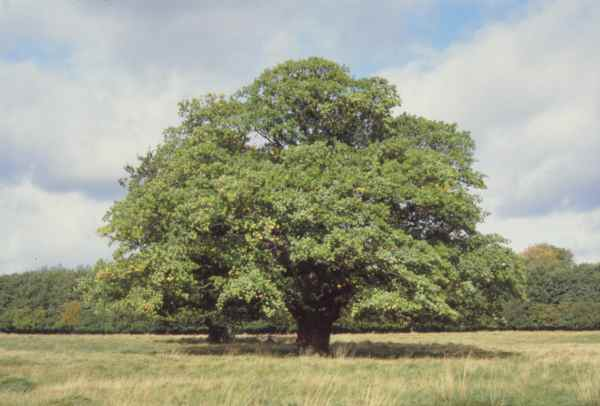
Una quercia in Danimarca.

Jesse Byock (1990) afferma che il nome Barnstokkr potrebbe non essere concepibile come il nome originale dell'albero, e invece è possibile che potesse essere stato originariamente bran(d)stokkr, la prima parte del composto potenzialmente essendo stata brandr, (che significa marchio o marchio di fuoco), una parola talvolta sinonimo di "focolare" e che indica una potenziale connessione con il fuoco che brucia all'interno della sala. Byock nota che l'albero è chiamato eik ("quercia" in lingua norrena), che ha un significato poco chiaro poiché gli islandesi spesso hanno usato la parola come una parola generica per "albero", e l'albero è anche chiamato apaldr, che è anche un termine generico per gli alberi. Byock ipotizza che quest'ultimo riferimento a un melo possa implicare un ulteriore significato simbolico che punta al melo della dea Iðunn e che il Barnstokkr possa essere ulteriormente identificato con l'albero del mondo Yggdrasil.
Andy Orchard (1997) afferma che il ruolo e il posizionamento di Barnstokkr come "albero possente, che sostiene e germoglia attraverso il tetto della sala di Völsung" ha chiari parallelismi nella mitologia nordica con l'albero del mondo Yggdrasil, in particolare in relazione alla posizione di Yggdrasil nella sala del Valhalla. Orchard sottolinea ulteriormente i parallelismi tra l'abilità esclusiva di Sigmund di rimuovere la spada dal tronco e l'estrazione della spada Excalibur da parte di Re Artù.

## Nella cultura moderna
Nel ciclo dell'opera L'anello del Nibelungo do Richard Wagner, l'albero appare come Barnstock, quando l'eroe Siegmund, con un grande strattone, estrae da esso una spada che chiama Nothung. L'albero però è nella casa di Hunding, che prende il posto di Siggeir come marito di Sieglinde e nemico di Siegmund..
Barnstokkr è stato ipotizzato come la fonte immediata dell'autore e filologo J. R. R. Tolkien per una scena nella sua opera del 1954, Il Signore degli Anelli, che raffigura il personaggio immaginario di Frodo Baggins e la sua accettazione dell'arma Pungolo dopo che è stata spinta "in profondità in una trave di legno". Alcune delle strutture descritte in Il Signore degli Anelli di Tolkien sono state descritte come "reminescenti" la posizione e il posizionamento di Barnstokkr nella saga di Völsung, che Tolkien conosceva bene.